# 上马水库
上马水库是中国山西省运城市境内的一座水库，位于束水河上，建于1960年。水库正常库容为3240万立方米，集雨面积为1390平方千米，海拔为416米。